# Wettis
Wettis ist ein Weiler, der zur Ortschaft Langnau und damit zur baden-württembergischen Stadt Tettnang im Bodenseekreis gehört.

## Lage
Der Weiler Wettis liegt etwa 8½ Kilometer südöstlich der Tettnanger Stadtmitte auf einer Höhe von 488 m ü. NHN am südlichen Rand des Degersees, zwischen dem zu Kressbronn gehörenden Riedensweiler im Westen und den zu Lindau gehörenden Dörfern Hörbolz im Südosten und Bechtersweiler im Süden.
Mit seiner Lage direkt an der bayerischen Grenze ist Wettis der südlichste Weiler im Tettnanger Stadtgebiet.
Die Hänge und Wiesen um Wettis werden nach Norden in den Degersee und nach Süden durch den Langenmoosbach, der über den Fallenbach in den Nonnenbach fließt, entwässert.

## Geschichte
Nördlich von Wettis, östlich und westlich des Höhenbergs, befanden sich früher eine Ringburg und direkt am Ufer des Degersees die Schanze Käpfle.

## Schachried
Westlich der Hofanlagen von Wettis liegt das Naturschutzgebiet Schachried. Wesentlicher Schutzzweck dieses Gebietes ist die Erhaltung und Aufwertung des großflächigen Flachmoorkomplexes mit verschiedenen Biotoptypen wie Moorböden, Streu- und Pfeifengraswiesen.

## Verkehr
Wettis ist nicht in das öffentliche Nahverkehrsnetz des Bodensee-Oberschwaben Verkehrsverbunds (bodo) eingebunden. Die nächsten Haltestellen befinden sich in Busenhaus und in Hörbolz.
Durch Wettis verlaufen mehrere von der Stadt Tettnang und der Stadt Lindau ausgeschilderte Wanderwege.